# Cratere Jobim

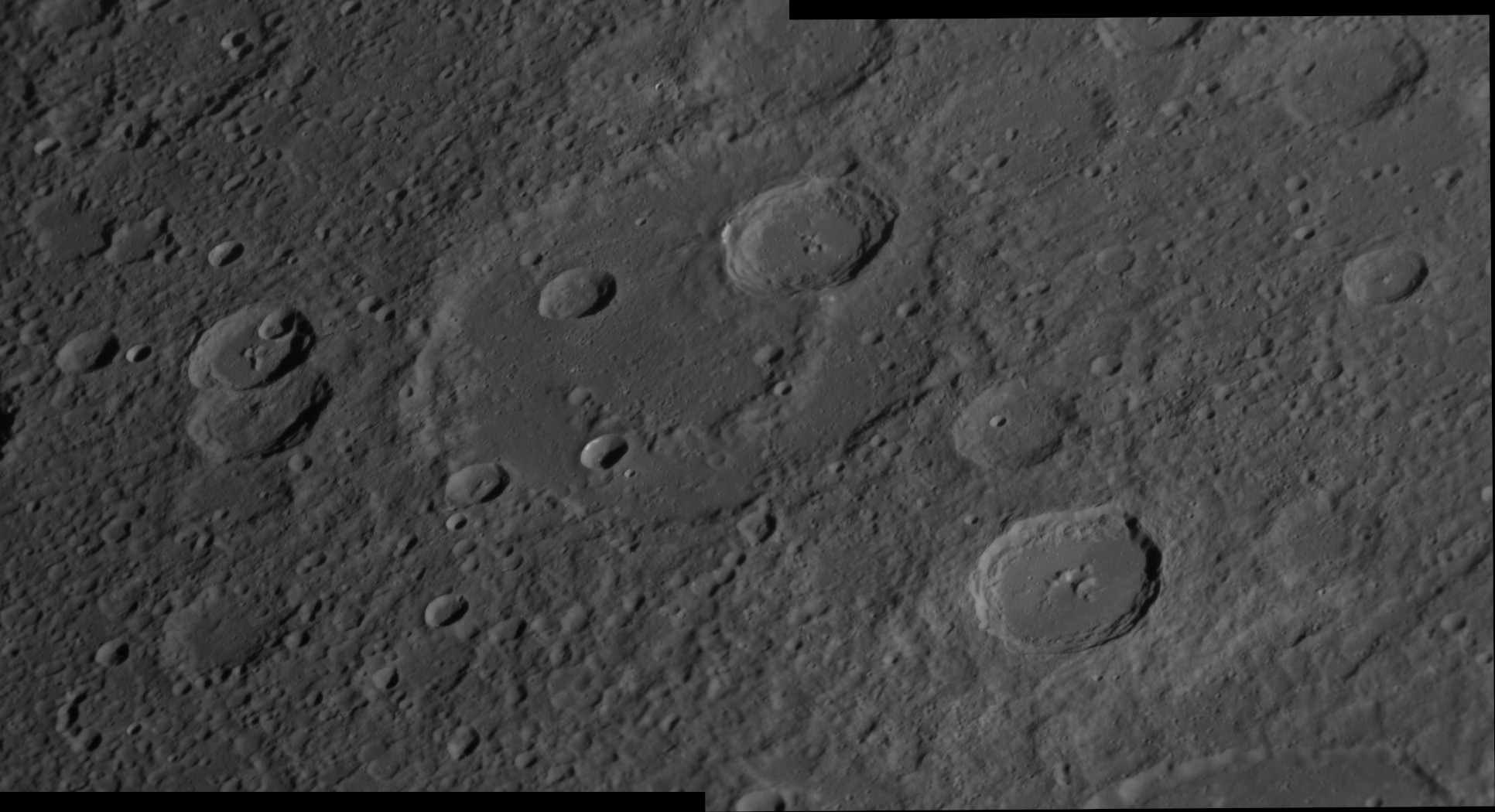
Fotografia del Cratere Jobim scattata dalla sonda MESSENGER

Jobim  è un cratere sulla superficie di Mercurio.